# Каплан, Владимир Михайлович
Владимир Михайлович Каплан (8 января 1925 Гомель — 31 августа 2000 Нью-Йорк) — советский украинский и американский спортсмен (русские и международные шашки), чемпион мира и Европы в составе сборной СССР (1967), гроссмейстер СССР, международный гроссмейстер, выдающийся теоретик, шашечный журналист, тренер.

## Биография
Многократный чемпион США в пул чекерс и международные шашки. Вице-чемпион СССР по международным шашкам (1967).
Фронтовик, участник Великой Отечественной войны. В 1944 году в составе 253-й дивизии 3-й гвардейской армии 1-го Украинского фронта участвовал в боях за освобождение родной Украины.
Друг и соратник Исера Купермана.
Среди учеников Роберт Лещинский, Алексей Безвершенко, многократная чемпионка СССР Алла Наумова и др.
Один из учеников вспоминал:
Мой тренер Владимир Михайлович Каплан часто начинал уроки с разбора партий — то ли из голландских журналов он получал, то ли студентов. Его главным собеседником неизменно был Алёша Безвершенко подавляющих всех своей жаждой знаний и жизненной энергией, а мы остальные стояли вокруг и пытались успеть вставить пару реплик в бурный поток идей и находок происходящий на наших глазах.

Потом он давал нам карточки для решения — на карточке было по 6 позиций, Каплан ходил от столика к столику и помогал с решениями. Урок кончался сражениями, всегда был какой-то турнир, обязательно с записью, Каплан наблюдал наши партии, а потом разбирал партии с нами (Алеша к тому времени уходил чехвостить какого-нибудь мастера в блиц), и это было наше время.
Переехал в США в 1974 году.